# Tabanus nigrinus
Tabanus nigrinus är en tvåvingeart som beskrevs av Szilady 1926. Tabanus nigrinus ingår i släktet Tabanus och familjen bromsar. Inga underarter finns listade i Catalogue of Life.